# Monnikerede
Monnikerede was een klein havenstadje in het noorden van de Belgische provincie West-Vlaanderen, op het grondgebied van Oostkerke. Het lag daar waar tegenwoordig de Damse Vaart loopt, tussen de Oostkerkebrug en de bocht naar Hoeke.

## Geschiedenis

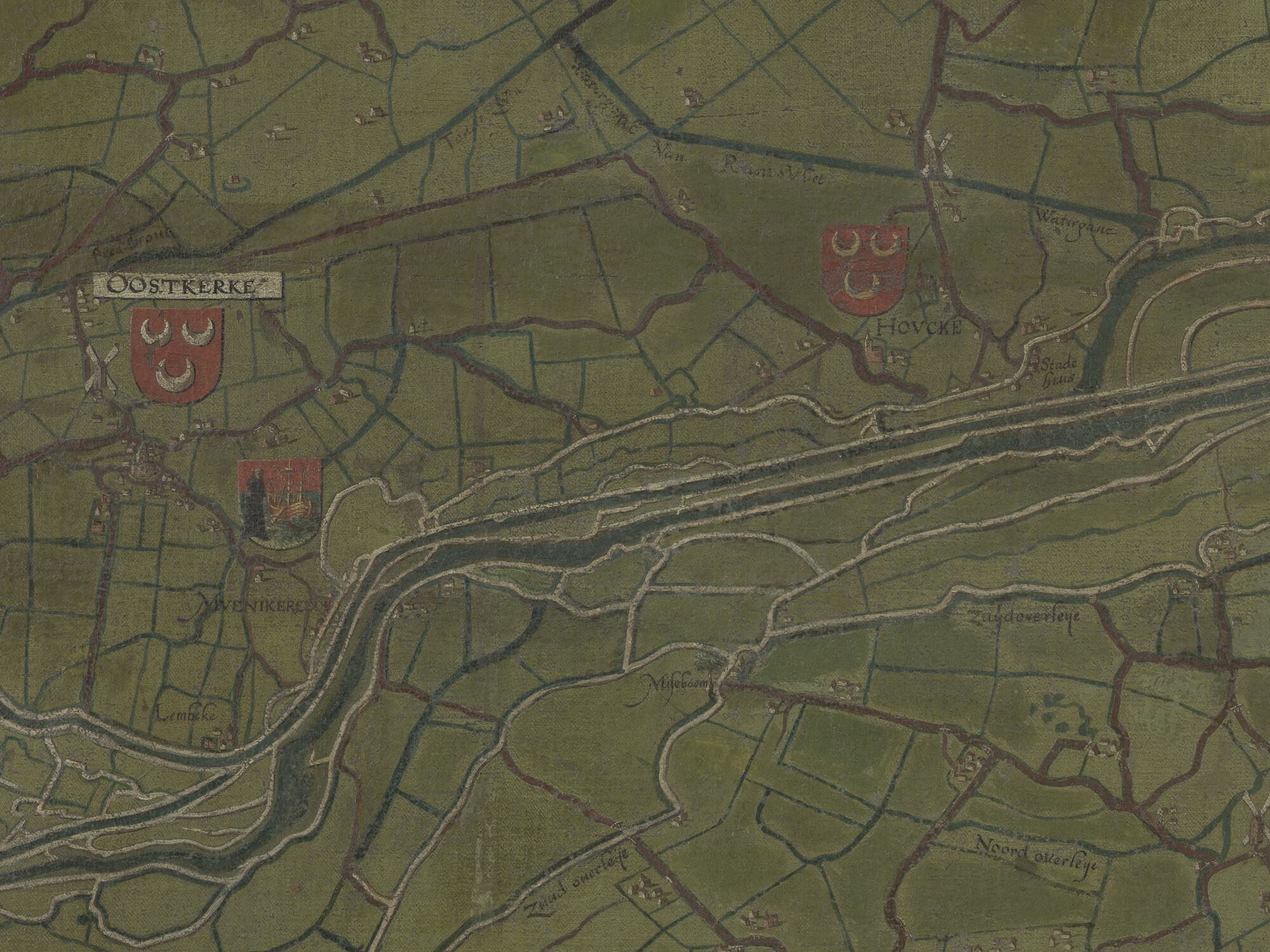
Muenikereede op de Pourbuskaart (1571) nabij Oostkerke

Het stadje is vernoemd naar de monniken van de Abdij Ter Doest in Lissewege, welke ter plaatse enkele bezittingen hadden. De oudste teruggevonden vermeldingen van Monnikerede gaan terug tot 1226. Het stadje aan het Zwin had een schepenbank en verkreeg in 1266 stadsrechten en een aantal handelsrechten voor scheepvaart over het Zwin. Het kan beschouwd worden als de voorhaven van Oostkerke. 
Het hoogtepunt van Monnikerede lag in de 14e en begin 15e eeuw. Er werd handel gedreven met Engeland en Frankrijk, en ook de visserij werd beoefend. Handelaars als Lambekus de Munekerede en Johannes de Munckerod drijven met hun schepen handel in Engelse en Franse wateren. Er was een kapel, een molen, een stadhuis, en een reeks koopmanshuizen. Rond 1400 zijn er 59 bewoonde percelen, 117 huizen en constructies en op zijn minst 600 inwoners. Na deze tijd werd het belang van het stadje steeds minder, door verzanding van het Zwin, door economische moeilijkheden en door oorlogstroebelen. Omstreeks 1550 werd de haven buiten gebruik genomen en de spoedig daarna volgende Tachtigjarige Oorlog leidde tot de definitieve ondergang van het stadje, waaruit alle bewoners uiteindelijk wegtrokken.
Monnikerede werd met de andere in verval geraakte stadjes Hoeke en Damme onder eenzelfde schepenbank en magistraat verenigd onder Filips II in 1594. Monnikerede verviel verder, en bij het graven van de Damse Vaart naar Sluis onder Napoleon werd het helemaal ontruimd. Het tracé van deze vaart liep door het voormalige centrum van Monnikerede.
Hoewel in het landschap nauwelijks zichtbare sporen van Monnikerede meer te vinden zijn, heeft men door archeologisch onderzoek, in combinatie met het goed bewaarde stadsarchief, gedetailleerde kennis kunnen opbouwen omtrent de structuur en geschiedenis van het stadje.